# Буды (Винницкая область)
Бу́ды (укр. Буди) — село на Украине, находится в Тростянецком районе Винницкой области.
Код КОАТУУ — 0524180601. Население по переписи 2001 года составляет 1290 человек. Почтовый индекс — 24312. Телефонный код — 4343.
Занимает площадь 1,92 км².

## Адрес местного совета
Винницкая область, Тростянецкий р-н, с. Буды, ул. 50-летия Октября, 45